# Fabrizio Angileri
Fabrizio Germán Angileri (Mendoza, 15 de março de 1994) é um futebolista argentino que atua como lateral-esquerdo. Atualmente joga pelo Corinthians.

## Carreira

### Início
Angileri passou pelas divisões de base do San Martín de Mendoza e Boca Juniors antes de chegar no Godoy Cruz.

### Godoy Cruz
Em 9 de fevereiro de 2013, estreou profissionalmente pelo Godoy Cruz, em partida contra o All Boys.

### River Plate
Em março de 2019, ele se juntou ao River Plate por empréstimo até dezembro de 2019. Em três temporadas no River, Angileri disputou 68 partidas e anotou quatro gols.[carece de fontes?]

### Getafe
Em 14 de julho de 2022, sua chegada ao Getafe foi oficializada por quatro temporadas. Em 27 de fevereiro de 2025, rescindiu seu contrato com o clube espanhol.

### Corinthians
Em 27 de fevereiro de 2025, foi anunciado pelo Corinthians com um contrato até o final da temporada. No dia seguinte (28), foi apresentado oficialmente no CT Joaquim Grava. Fez a sua estreia com a camisa do Corinthians no dia 2 de março de 2025, na vitória por 2-0 contra o Mirassol, na Neo Química Arena, pelas quartas de final do Campeonato Paulista 2025. O jogador também deu sua primeira assistência ao servir Memphis Depay para marcar um tento. Em 27 de março de 2025, sagrou-se campeão do Campeonato Paulista 2025 após o empate contra o Palmeiras por 0x0, porém o jogo de ida o Corinthians venceu por 1-0.

## Estatísticas
Até 11 de agosto de 2025.

### Clubes
| Clube             | Temporada         | Campeonato nacional | Campeonato nacional | Campeonato nacional | Copa nacional[a] | Copa nacional[a] | Copa nacional[a] | Competições continentais[b] | Competições continentais[b] | Competições continentais[b] | Outros torneios[c] | Outros torneios[c] | Outros torneios[c] | Total | Total | Total   |
| Clube             | Temporada         | Jogos               | Gols                | Assist.             | Jogos            | Gols             | Assist.          | Jogos                       | Gols                        | Assist.                     | Jogos              | Gols               | Assist.            | Jogos | Gols  | Assist. |
| ----------------- | ----------------- | ------------------- | ------------------- | ------------------- | ---------------- | ---------------- | ---------------- | --------------------------- | --------------------------- | --------------------------- | ------------------ | ------------------ | ------------------ | ----- | ----- | ------- |
| Godoy Cruz        | 2012–13           | 4                   | 0                   | 1                   | 4                | 0                | 0                | —                           | —                           | —                           | —                  | —                  | —                  | 8     | 0     | 1       |
| Godoy Cruz        | 2013–14           | 5                   | 0                   | 0                   | —                | —                | —                | —                           | —                           | —                           | —                  | —                  | —                  | 5     | 0     | 0       |
| Godoy Cruz        | 2014              | 6                   | 0                   | 1                   | —                | —                | —                | —                           | —                           | —                           | —                  | —                  | —                  | 6     | 0     | 1       |
| Godoy Cruz        | 2015              | 15                  | 2                   | 6                   | —                | —                | —                | —                           | —                           | —                           | —                  | —                  | —                  | 15    | 2     | 6       |
| Godoy Cruz        | 2016              | 4                   | 0                   | 0                   | 0                | 0                | 0                | —                           | —                           | —                           | —                  | —                  | —                  | 4     | 0     | 0       |
| Godoy Cruz        | 2016–17           | 18                  | 1                   | 2                   | 1                | 0                | 0                | 7                           | 0                           | 0                           | —                  | —                  | —                  | 26    | 1     | 2       |
| Godoy Cruz        | 2017–18           | 23                  | 0                   | 6                   | 3                | 1                | 0                | —                           | —                           | —                           | —                  | —                  | —                  | 26    | 1     | 6       |
| Godoy Cruz        | 2018–19           | 5                   | 0                   | 2                   | 1                | 0                | 0                | —                           | —                           | —                           | —                  | —                  | —                  | 6     | 0     | 2       |
| Godoy Cruz        | Total             | 80                  | 3                   | 18                  | 9                | 1                | 0                | 7                           | 0                           | 0                           | 0                  | 0                  | 0                  | 96    | 4     | 18      |
| River Plate       | 2018–19           | 0                   | 0                   | 0                   | 4                | 0                | 0                | 8                           | 0                           | 0                           | —                  | —                  | —                  | 12    | 0     | 0       |
| River Plate       | 2019–20           | 4                   | 0                   | 0                   | 1                | 0                | 0                | 2                           | 0                           | 0                           | —                  | —                  | —                  | 7     | 0     | 0       |
| River Plate       | 2020–21           | 0                   | 0                   | 0                   | 23               | 3                | 6                | 9                           | 1                           | 2                           | —                  | —                  | —                  | 32    | 4     | 8       |
| River Plate       | 2021–22           | 12                  | 0                   | 3                   | 1                | 0                | 0                | 4                           | 0                           | 0                           | —                  | —                  | —                  | 17    | 0     | 3       |
| River Plate       | Total             | 16                  | 0                   | 3                   | 29               | 3                | 6                | 23                          | 1                           | 2                           | 0                  | 0                  | 0                  | 68    | 4     | 11      |
| Getafe            | 2022–23           | 15                  | 0                   | 0                   | 0                | 0                | 0                | 0                           | 0                           | 0                           | —                  | —                  | —                  | 15    | 0     | 0       |
| Getafe            | 2023–24           | 11                  | 0                   | 0                   | 1                | 0                | 0                | 0                           | 0                           | 0                           | —                  | —                  | —                  | 12    | 0     | 0       |
| Getafe            | 2024–25           | 0                   | 0                   | 0                   | 0                | 0                | 0                | 0                           | 0                           | 0                           | —                  | —                  | —                  | 0     | 0     | 0       |
| Getafe            | Total             | 26                  | 0                   | 0                   | 1                | 0                | 0                | 0                           | 0                           | 0                           | 0                  | 0                  | 0                  | 27    | 0     | 0       |
| Corinthians       | 2025              | 13                  | 0                   | 0                   | 4                | 0                | 0                | 3                           | 0                           | 0                           | 4                  | 0                  | 2                  | 24    | 0     | 2       |
| Corinthians       | Total             | 13                  | 0                   | 0                   | 4                | 0                | 0                | 3                           | 0                           | 0                           | 4                  | 0                  | 2                  | 24    | 0     | 2       |
| Total na carreira | Total na carreira | 135                 | 3                   | 21                  | 43               | 4                | 6                | 33                          | 1                           | 2                           | 4                  | 0                  | 2                  | 215   | 8     | 31      |

- a. ^ Jogos da Copa Argentina, Copa do Rei e Copa do Brasil
- b. ^ Jogos da Copa Libertadores da América
- c. ^ Jogos do Campeonato Paulista

## Títulos
River Plate
- Recopa Sul-Americana: 2019
- Copa Argentina: 2019
- Supercopa Argentina: 2019
- Campeonato Argentino: 2021
- Trofeo de Campeones (LPF): 2021

Corinthians
- Campeonato Paulista: 2025